# 岡本有司
岡本 有司（おかもと ゆうじ、1948年 - ）は、日本のこけし工人、株式会社卯三郎こけし代表取締役。

## 人物・経歴
1948年群馬県渋川市生まれ。千葉商科大学商経学部卒業。大学卒業後、「卯三郎こけし」の創設者であり父親の岡本卯三郎に師事。1995年「全国近代こけし展」にて東京新聞賞、1997年「雪の華」にて文部大臣奨励賞を受賞。「全日本こけしコンクール」にて中小企業庁長官賞、群馬県知事賞ほか受賞。「全群馬近代こけしコンクール」にて農林水産大臣賞、群馬県知事賞ほか多数受賞。